# Sam Bennett
Sam Bennett (født 16. oktober 1990 i Wervik) er en irsk landevejscykelrytter. Han cykler for det professionelle cykelhold Decathlon-AG2R La Mondiale.

## Meritter
2008
National juniormester, landevejsløb
Samlet, Junior Tour Of Ireland
2009
7. etape, Rás Tailteann
2010
4. etape, Rhône-Alpes Isère Tour
National U23-mester, landevejsløb
2011
National U23-mester, landevejsløb
GP van de stad Geel
2013
3. og 8. etape, Rás Tailteann
5. etape, Tour of Britain
2014
Clásica de Almería
Rund um Köln
5. etape, Bayern Rundt
2015
6. etape, Tour of Qatar
1. og 3. etape, Bayern Rundt
2. etape, Arctic Race of Norway
Paris-Bourges
2016
1. etape, Critérium International
2. etape, Giro della Toscana
Paris-Bourges
2017
3. etape, Paris-Nice
1. og 4. etape, Slovenien Rundt
2. og 4. etape, Czech Cycling Tour
Münsterland Giro
1., 2, 3. og 5. etape, Tyrkiet Rundt
2018
7., 12. og 21. etape, Giro d'Italia
Rund um Köln
2., 3. og 6. etape, Tyrkiet Rundt
2019
7. etape, Vuelta a San Juan
7. etape, UAE Tour
3. og 6. etape, Paris–Nice
1. og 2. etape, Tyrkiet Rundt
3. etape, Critérium du Dauphiné
Irsk mester, landevejsløb
1., 2. og 3. etape, BinckBank Tour
3. og 14. etape, Vuelta a España
2020
1. etape, Tour Down Under
Race Torquay
4. etape, Vuelta a Burgos
3. etape, Tour de Wallonie
Pointkonkurrencen + 10. etape og 21. etape, Tour de France
4. etape, Vuelta a España
2021
4. og 6. etape, UAE Tour
1. og 6. etape, Paris–Nice
Classic Brugge-De Panne
1. og 3. etape Volta oa Algarve
2022
Eschborn-Frankfurt
2. og 3. etape, Vuelta a España